# Beto Rockfeller (filme)
Beto Rockfeller é um filme brasileiro de 1970 dirigido por Olivier Perroy, do gênero comédia. É uma adaptação da novela Beto Rockfeller, que foi apresentada pela Rede Tupi de 1968 a 1969.

## Enredo
O jovem malandro e desonesto Beto não quer trabalhar e vive de aplicar pequenos golpes e trapaças. Sua especialidade é infiltrar-se entre a alta sociedade de São Paulo, passando por um milionário e tentando obter vantagens financeiras e amorosas. Ele toma um carro de luxo pertencente a um cliente da oficina onde trabalha seu amigo mecânico, o atrapalhado Vitório, e vai flertar com mulheres na Rua Augusta, local de lojas de roupas femininas refinadas. Ao conhecer a rica Adriana, ele a segue até o Guarujá ao lado do amigo e participa de passeios de iate e festas numa ilha particular, enquanto Vitório é perseguido pela polícia quando o dono do carro o encontra na praia. Na festa, Beto ouve falar da rica Condessa Iasmin e sonha em se envolver com a mulher e se tornar o "Conde Beto Rockfeller".

## Elenco
- Luiz Gustavo - Beto
- Plínio Marcos - Vitório
- Cleyde Yáconis - Maria Olívia
- Marilda Pedroso
- Ana Paula Giaquinto
- Raul Cortez - fotógrafo do parque (participação especial)
- Paulo Villaça
- Lélia Abramo - Dona Gorda, dona da pensão
- Dora Azevedo Marques
- Otelo Zeloni - Alarico, vendedor de automóveis (participação)
- Walmor Chagas - convidado da festa (participação especial)
- Milton Medina
- Clodovil Hernandes - convidado da festa (participação especial)